# Кристијан Браун
 Кристијан Николас Браун (енгл. Christian Nicholas Braun; Берлингтон, Канзас, 17. април 2001) амерички је кошаркаш. Игра на позицији бека, а тренутно наступа за Денвер нагетсе. Играо је колеџ кошарку на Универзитету у Канзасу и био је стартер тима који је освојио НЦАА првенство 2022. године.

## Средња школа
Браун је играо кошарку за средњу школу „Блу Вали Нортвест” у Оверланд Парку у Канзасу. Као сениор, просечно је бележио 27,8 поена, 9,3 скокова и 3,8 асистенција по утакмици, што је његов тим довело до треће узастопне титуле државе класе 6А. Проглашен је за г. Канзас кошарку и Канзас Геторејд играча године. Он се одабрао да игра колеџ кошарку за Канзас али је такође имао пунуда са колеџа из Илиноја и Мисурија, између осталих.
На дан 4. априла 2022. школа је тај дан прогласила за Дан Кристијана Брауна.

## Колеџ
Као бруцош у Канзасу, Браун је у просеку постизао 5,3 поена и 2,9 скокова по утакмици, заслужујући Биг 12 Ал-Фрешмен Теам почасти. На утакмици дана 27. новембра 2020. забележио је рекордних 30 поена, девет скокова и четири украдене лопте у победи над Сент Џозефом резултатом 94 : 72.  Као студент друге године, Браун је просечно бележио 9,7 поена и 5,2 скока по утакмици. Уврштен је у други тим свих великих 12 као јуниор. На Фајнал-фору против Виљанове постао је 65. играч који је стигао до 1.000 поена за Канзас, завршио је ту утакмицу са 10 поена и помогао Џејхоксима да дођу до шампионата. У првенственој утакмици против Тар Хилса из Северне Каролине, имао је 12 поена и 12 скокова за свој пети дабл-дабл у сезони, што је помогло Канзасу да се избори са заостатка на полувремену од 40 : 25. У задњим минутима те утакмице, одбранио је покушај Кејлеба Лава за три поена, запечативши победу и и тиме освојивши прву НЦАА титулу. Браун се 24. априла 2022. године пријавио за НБА драфт 2022. године, задржавајући притом право на колеџ. 25. маја 2022. потврдио је да ће остати на НБА драфту и одустати од сениорске сезоне.

## Професионална каријера

### Денвер нагетси (2022–данас)
Брауна су изабрали Денвер нагетси као 21. пик на НБА драфту 2022. а 3. јула 2022. потписао је свој почетнички уговор са Нагетсима. Браун је помогао Нагетсима да победе Мајами Хит у финалу НБА плеј−офа у пет утакмица на путу до првог НБА шампионата Нагетса у историји франшизе. Нарочито добро је одиграо трећу утакмицу у финалу НБА 2023, а Никола Јокић касније је на конференцији за новинаре рекао да им је Браун решио ту утакмицу.

## Статистика

### НБА статистика

#### Регуларни део сезоне
| Сезона   | Екипа          | ОУ | СУ | МПУ  | ПШ%  | 3П%  | СБ%  | СПУ | АПУ | УПУ | БПУ | ППУ |
| -------- | -------------- | -- | -- | ---- | ---- | ---- | ---- | --- | --- | --- | --- | --- |
| 2022/23. | Денвер нагетси | 76 | 6  | 15.5 | .495 | .354 | .625 | 2.4 | .8  | .5  | .2  | 4.7 |
| Укупно   | Укупно         | 76 | 6  | 15.5 | .495 | .354 | .625 | 2.4 | .8  | .5  | .2  | 4.7 |

#### Плеј-оф
| Сезона | Екипа  | ОУ | СУ | МПУ  | ПШ%  | 3П%  | СБ%  | СПУ | АПУ | УПУ | БПУ | ППУ |
| ------ | ------ | -- | -- | ---- | ---- | ---- | ---- | --- | --- | --- | --- | --- |
| 2023.  | Денвер | 19 | 0  | 13.0 | .533 | .200 | .579 | 2.1 | .6  | .6  | .2  | 3.2 |
| Укупно | Укупно | 19 | 0  | 13.0 | .533 | .200 | .579 | 2.1 | .6  | .6  | .2  | 3.2 |

### Колеџ
Статистика са Колеџа
| Сезона  | Екипа           | ОУ  | СУ | МПУ  | ПШ%  | 3П%  | СБ%  | СПУ | АПУ | УПУ | БПУ | ППУ  |
| ------- | --------------- | --- | -- | ---- | ---- | ---- | ---- | --- | --- | --- | --- | ---- |
| 2019/20 | Канзас џејхокси | 31  | 5  | 18.4 | .431 | .444 | .731 | 2.9 | .5  | .7  | .2  | 5.3  |
| 2020/21 | Канзас џејхокси | 30  | 30 | 31.2 | .380 | .340 | .786 | 5.2 | 1.9 | 1.2 | .4  | 9.7  |
| 2021/22 | Канзас џејхокси | 40  | 39 | 34.4 | .495 | .386 | .733 | 6.5 | 2.8 | 1.0 | .8  | 14.1 |
| Укупно  | Укупно          | 101 | 74 | 28.5 | .449 | .378 | .749 | 5.0 | 1.8 | 1.0 | .5  | 10.1 |